# Bob Woodward
Robert Upshur Bob Woodward (Geneva, Illinois, 26 de març de 1943) és un periodista d'investigació dels Estats Units i un escriptor d'obres de no ficció. Va treballar per al diari The Washington Post des de 1971 com a reporter i actualment com a editor associat del mateix diari.
Quan era un jove periodista en The Washington Post el 1972, Woodward va fer equip amb Carl Bernstein, i tots dos van fer la major part de les notícies sobre l'Escàndol Watergate. Aquests escàndols van portar a nombroses investigacions sobre el govern dels Estats Units i finalment a la dimissió del President Richard Nixon. Gene Roberts, l'anterior editor executiu del The Philadelphia Inquirer i anterior editor del The New York Times, va dir sobre el treball fet per Woodward i Bernstein «pot ser l'esforç de periodismes més gran de tots els temps».
Woodward continuà el seu treball per al The Washington Post després del seu treball sobre el Watergate. Des d'aleshores ha escrit 16 llibres sobre polítics americans, 12 dels quals han estat bestsellers.

## Biografia

### Primers anys, educació i servei naval
Woodward nasqué a Geneva (Illinois), fill de Jane (cognom de soltera, Upshur) i d'Alfred Enos Woodward II, jutge en cap de la 18a Judicial Circuit Court.
Es va criar a la propera Wheaton, Illinois, i va estudiar a Wheaton Community High School (WCHS), una escola secundària pública de la mateixa ciutat. Els seus pares es van divorciar quan ell tenia dotze anys, i ell i el seu germà i la seva germana van ser criats pel seu pare, que es va tornar a casar posteriorment.
Després de graduar-se a WCHS el 1961, Woodward es va matricular a la Universitat Yale amb una beca del Cos de Formació d'Oficials de la Reserva Naval (NROTC) i va estudiar història i literatura anglesa. Mentre estava a Yale, Woodward es va unir a la fraternitat Phi Gamma Delta i va ser membre de Book and Snake. Va rebre la seva llicenciatura l'any 1965.
Després de Yale, Woodward va començar un període de cinc anys de servei a la Marina dels Estats Units. Durant el seu servei a la Marina, Woodward va servir a bord de l’USS Wright, i va ser un dels dos oficials assignats per moure o gestionar els codis de llançament nuclear que portava Wright en la seva capacitat de National Emergency Command Post Afloat (NECPA). En un moment, va estar a prop de l'almirall Robert O. Welander, sent oficial de comunicacions de l’USS Fox sota el comandament de Welander.

### Carrera
Després de ser donat d'alta com a tinent l'agost de 1970, Woodward va ser admès a la Harvard Law School però va decidir no anar-hi. En comptes d'això, va sol·licitar una feina com a reporter a The Washington Post mentre feia cursos de postgrau en Shakespeare i relacions internacionals a la Universitat George Washington. Harry M. Rosenfeld, l'editor metropolità del Post, li va fer una prova de dues setmanes però no el va contractar per la seva manca d'experiència periodística. Després d'un any al Montgomery Sentinel, un diari setmanal als suburbis de Washington DC, Woodward va ser contractat com a reporter del Post el 1971.

### Watergate
Woodward i Carl Bernstein van ser assignats per informar sobre el robatori del 17 de juny de 1972 a la seu del Comitè Nacional Demòcrata en un edifici d'oficines de Washington, DC anomenat Watergate. El seu treball, sota l'editor Ben Bradlee, es va fer conegut per ser el primer a informar sobre una sèrie de trucs bruts polítics utilitzats pel comitè de reelecció de Nixon durant la seva campanya per a la reelecció. El seu llibre sobre l'escàndol, All the President's Men, es va convertir en un èxit de vendes número 1 i més tard es va convertir en una pel·lícula. La pel·lícula de 1976, protagonitzada per Robert Redford com a Woodward i Dustin Hoffman com a Bernstein, va transformar els periodistes en celebritats i va inspirar una onada d'interès pel periodisme d'investigació.
El llibre i la pel·lícula també van conduir al misteri perdurable de la identitat de l'informant secret de Woodward de Watergate conegut com Deep Throat, una referència al títol d'una pel·lícula pornogràfica popular de l'època. Woodward va dir que protegiria la identitat de Deep Throat fins que l'home morís o permetés que es revelés el seu nom. Durant més de 30 anys, només Woodward, Bernstein i pocs més coneixien la identitat de l'informant fins que la seva família va reclamar a la revista Vanity Fair que era l'antic director associat de l'Oficina Federal d'Investigacions W. Mark Felt el maig de 2005. Woodward va confirmar immediatament la veracitat d'aquesta afirmació i posteriorment va publicar un llibre, titulat The Secret Man, que detallava la seva relació amb Felt.
Woodward i Bernstein, després d'All the President's Men van seguir amb un segon llibre sobre Watergate, titulat The Final Days (Simon i Schuster 1976), que cobria en profunditat el període des del novembre de 1973 fins que el president Nixon va dimitir l'agost de 1974.
Els documents Woodward i Bernstein Watergate es troben al Harry Ransom Center de la Universitat de Texas a Austin.

### Escàndol deJimmy's World
El setembre de 1980, un reportatge dominical va aparèixer a la portada del Post titulat Jimmy's World en què la periodista Janet Cooke va escriure un perfil de la vida d'una drogoaddicta de vuit anys. Tot i que alguns dins del Post van dubtar de la veracitat de la història, els editors del diari van defensar-la, inclòs Woodward, que era adjunt de l'editor gerent. Va ser Woodward qui va presentar la història per a la consideració del Premi Pulitzer, i Cooke va ser guardonat amb el Premi Pulitzer d'escriptura de llargmetratges el 13 d'abril de 1981. Aleshores es va trobar que la història era una invenció completa i el Pulitzer va ser retornat. En retrospectiva, Woodward va fer la següent declaració:
| « | Em va sorprendre la història.... Crec que la decisió de nominar la història per a un Pulitzer és de mínimes conseqüències. També crec que la victòria és de poca importància. És una història brillant: és falsa i frau. Seria absurd que jo o qualsevol altre editor reviséssim l'autenticitat o l'exactitud de les històries que estan nominades als premis. | » |

### Polèmica sobre el finançament de la campanya de 1996
El suposat paper de la Xina en la controvèrsia financera de la campanya de 1996 dels Estats Units primer va guanyar l'atenció pública quan Woodward i Brian Duffy van publicar una història que deia que una recerca del Departament de Justícia dels Estats Units sobre les activitats de recaptació de fons havia descobert proves que els agents xinesos buscaven dirigir contribucions de fonts estrangeres al Comitè Nacional Democràtic (DNC) abans de la campanya presidencial de 1996. Els periodistes van escriure que la informació d'intel·ligència havia mostrat que l'ambaixada xinesa a Washington D. C. era utilitzada per a coordinar les contribucions al CND.

### Administració de George W. Bush
Woodward va passar més temps que qualsevol altre periodista amb l'expresident George W. Bush, entrevistant-lo sis vegades durant prop d'11 hores en total. Els quatre llibres de Woodward, Bush at War (2002), Plan of Attack (2004), State of Denial (2006) i The War Within: A Secret White House History (2006–2008) (2008) són relats detallats de la presidència de Bush, inclosa la resposta als atacs de l'11 de setembre i les guerres a l'Iraq i l'Iraq. En una sèrie d'articles publicats el gener de 2002, ell i Dan Balz van descriure els esdeveniments a Camp David després de l'11 de setembre i van parlar de la Worldwide Attack Matrix.
Woodward creia les afirmacions de l'administració Bush sobre les armes de destrucció massiva iraquianes abans de la guerra. Durant una aparició a Larry King Live, una persona que va trucar li va preguntar: «Suposem que anem a la guerra i entrem a l'Iraq i no hi ha armes de destrucció massiva», Woodward va respondre: «Crec que la possibilitat que això passi és aproximadament zero. Hi ha massa allà». Woodward va admetre més tard el seu error dient: «Crec que he deixat caure la pilota aquí. Hauria d'haver empès molt, molt més amb l'escepticisme sobre la realitat de les ADM; és a dir, [hauria d'haver] dit: Ei, mira, l'evidència no és tan forta com deien».
El 2008, com a part de la sèrie Talks at Google, Woodward, que va ser entrevistat pel CEO de Google, Eric Schmidt, va dir que tenia un quart llibre de la seva sèrie Bush at War en procés. Aleshores va afegir en broma que la seva dona li havia dit que el mataria si ell decideix escriure una cinquena part de la sèrie.

#### Implicació en l'escàndol Plame
El 14 de novembre de 2005, Woodward va fer una declaració de dues hores al conseller especial Patrick Fitzgerald. Va declarar que un alt funcionari de l'administració li va dir el juny de 2003 que l'esposa del crític de Guerra de l'Iraq Joe Wilson (després identificada com a Valerie Plame), treballava per a la CIA com a analista d'ADM, no com a agent encobert. Sembla que Woodward va ser la primera periodista a conèixer la seva feina (encara que no el seu nom) d'una font governamental. La declaració es va informar a The Washington Post el 16 de novembre de 2005 i va ser la primera vegada que Woodward va revelar públicament que tenia coneixements especials sobre el cas. Woodward va testificar que la informació se li va donar d'una manera casual i descarada i va dir que no creu que fos part de cap esforç coordinat per excloure Plame com a empleat de la CIA. Més tard, la font de Woodward es va identificar. Era Richard Armitage, el diputat de Colin Powell i crític intern de la Guerra de l'Iraq i el cercle íntim de la Casa Blanca.
Woodward va dir que la revelació va arribar al final d'una llarga i confidencial entrevista de fons per al seu llibre de 2004 Plan of Attack. No va revelar la revelació del funcionari en aquell moment perquè no li va semblar tan important. Més tard, es va guardar per a ell perquè va venir com a part d'una conversa confidencial amb una font.
En la seva declaració, Woodward també va dir que va tenir converses amb Scooter Libby després de la conversa del juny de 2003 amb la seva font confidencial de l'administració, i va declarar que és possible que li hagués fet més preguntes sobre l'esposa de Joe Wilson abans que la seva feina a la CIA i la seva identitat fos coneguda públicament.
Woodward es va disculpar amb Leonard Downie Jr., editor de The Washington Post, per no haver-lo informat abans de la conversa de juny de 2003. Downie va acceptar la disculpa i va dir que fins i tot si el diari hagués sabut que no hauria canviat els seus informes.
El professor de la Universitat de Nova York, Jay Rosen, va criticar durament a Woodward per haver estat suposadament cooptat per la Casa Blanca de Bush i també per no dir la veritat sobre el seu paper en l’afer Plame, i va escriure: «No només Woodward no està a la caça, sinó que lentament s'està convertint en el caçat. Part del que queda per descobrir és com va ser Woodward, i què pensaven que feien l'equip de Bush, com el van fer, i també el que pensaven que feien l'equip de Bush. ho va fer amb la informació dubtosa que va obtenir».

### Altres activitats professionals
Tot i que Woodward ja no està contractat pel Post, Woodward ha continuat escrivint llibres i informant històries per a The Washington Post, i té el títol d'editor associat del periòdic, que va ser descrit per la columnista del Post Media Margaret Sullivan com a honorífic sense responsabilitats habituals. Se centra en la presidència, la intel·ligència i les institucions de Washington com la Cort Suprema dels Estats Units, el Pentàgon i la Reserva Federal. També va escriure el llibre Wired, sobre la cultura de la droga de Hollywood i la mort del còmic John Belushi.
El 2018, Woodward va anunciar la participació en una classe en línia sobre periodisme d'investigació.

## Premis
Woodward va fer contribucions crucials a dos Premis Pulitzer guanyats pel The Washington Post.
Woodward mateix va rebre pràcticament tots els premis de periodisme dels Estats Units, incloent-hi el Heywood Broun award (1972), Worth Bingham Prize for Investigative Reporting (1972 i 1986), Sigma Delta Chi Award (1973), George Polk Award (1972), William Allen White Medal (2000), i el Gerald R. Ford Prize for Reporting on the Presidency (2002). L'any 2012, Colby College presentà Woodward per al Elijah Parish Lovejoy Award.
En el seu llibre de memòries de 1995, A Good Life, l'anterior editor executiu del Post Ben Bradlee va dir que Woodward segurament era el millor periodista de la seva generació i també després del Watergate.

## Crítica
Woodward sovint usa fonts anònimes en els seus reportatges per al Post i en els seus llibres. Segons Nicholas von Hoffman Woodward sovint utilitza detalls irrellevants mentre que Michael Massing creu que els llibres de Woodward estan «plens de llargs i de vegades tediosos passatges sense una direcció evident».

## Llibres
Woodward és autor o coautor de 12 llibres número 1 de vendes (National bestselling nonfiction books). Són aquests:
- All the President's Men—sobre l'escàndol Watergate; (1974) ISBN 0-671-21781-X, 25th Anniversary issue in (1999) ISBN 0-684-86355-3; written with Carl Bernstein
- The Final Days—sobre la dimissió de Nixon; (1976) ISBN 0-671-22298-8; written with Carl Bernstein
- The Brethren—sobre el Tribunal Suprem (Supreme Court) en els anys de Warren E. Burger; (1979) ISBN 0-671-24110-9; escrit amb Scott Armstrong
- Wired—sobre la mort de John Belushi i la cultura de la droga a(1984) ISBN 0-671-47320-4
- Veil: The Secret Wars of the CIA—sobre les guerres secretes de la CIA en William J. Casey; (1987) ISBN 0-671-60117-2
- The Commanders—sobre El Pentàgon, George H. W. Bush i la Guerra del Golf; (1991) ISBN 0-671-41367-8
- The Agenda—sobre Bill Clinton; (1994) ISBN 0-7432-7407-5
- Shadow—sobre el llegat de Watergate; (1999) ISBN 0-684-85262-4
- Bush at War—sobre el camí cap a la guerra de l'Afganistan després del September 11 attacks; (2002) ISBN 0-7432-0473-5
- Plan of Attack—sobre com va decidir el President George W. Bush anar a la guerra contra Iraq; (2004) ISBN 0-7432-5547-X
- State of Denial: Bush at War, Part III—on explica informació interessant sobre l'administració Bush i la guerr amb Iraq; (2006) ISBN 0-7432-7223-4
- The War Within: ''A Secret White House History'' (2006–2008)—(2008) ISBN 1-4165-5897-7
- Obama's Wars—sobre l'Administració Obama, Iraq i Afganistan; Simon & Schuster, (Setembre 2010). ISBN 978-1-4391-7249-0 (441 pp)

Altres llibres que han tingut èxit sense ser núm. 1, són:
- The Choice—sobre Bill Clinton; (1996) ISBN 0-684-81308-4
- Maestro—sobre el president de la Federal Reserve Alan Greenspan; (2000) ISBN 0-7432-0412-3
- The Secret Man—sobre Mark Felt (Deep Throat); (2005) ISBN 0-7432-8715-0

El seu darrer llibre, The Price of Politics, va sortir a la venda l'11 de setembre de 2012. Mostra com són les relacions i actuacions entre el President Barack Obama i l'Speaker of the United States House of Representatives John Boehner.

## En la cultura popular
El personatge de Bob Woodward ha aparegut en diverses pel·lícules. Va ser interpretat per Robert Redford a Tots els homes del president (1976), per J. T. Walsh a Wired (1989), per Will Ferrell a Dick (1999), per Julian Morris a Mark Felt l'Informant (2017) i per Spencer Garrett a The Front Runner (2018).